# David Mackenzie (regista)
David Mackenzie (Corbridge, 10 maggio 1966) è un regista e sceneggiatore britannico.

## Filmografia

### Regista

#### Cinema
- Dirty Diamonds – cortometraggio (1994)
- Wanting and Getting – cortometraggio (1995)
- California Sunshine – cortometraggio (1997)
- Somersault – cortometraggio (2000)
- Marcie's Dowry – cortometraggio (2000)
- The Last Great Wilderness (2002)
- Young Adam (2003)
- Follia (Asylum) (2005)
- Hallam Foe (2007)
- Toy Boy - Un ragazzo in vendita (Spread) (2009)
- Perfect Sense (2011)
- You Instead (2011)
- Il ribelle - Starred Up (Starred Up) (2013)
- Hell or High Water (2016)
- Outlaw King - Il re fuorilegge (Outlaw King) (2018)

#### Televisione
- Lloyds Bank Channel 4 Film Challenge – serie TV, episodio 4x02 (1997)
- In nome del cielo (Under the Banner of Heaven), co-diretta con Courtney Hunt, Dustin Lance Black, Isabel Sandoval e Thomas Schlamme – miniserie TV (2022)
- Homemade – miniserie TV, puntata 9 (2020)

### Produttore

#### Cinema
- Hallam Foe, regia di David Mackenzie (2007)
- I Love Luci, regia di Colin Kennedy – cortometraggio (2010)
- Perfect Sense, regia di David Mackenzie (2011)
- Citadel, regia di Ciarán Foy (2012)
- Outlaw King - Il re fuorilegge (Outlaw King), regia di David Mackenzie (2018)
- Malevolent - Le voci del male (Malevolent), regia di Olaf de Fleur Johannesson (2018)

#### Televisione
- Damnation – serie TV, episodio 1x01 (2017)
- In nome del cielo (Under the Banner of Heaven), regia di Courtney Hunt, David Mackenzie, Dustin Lance Black, Isabel Sandoval e Thomas Schlamme – miniserie TV (2022)

### Sceneggiatore

#### Cinema
- Wanting and Getting, regia di David Mackenzie – cortometraggio (1995)
- The Last Great Wilderness, regia di David Mackenzie (2002)
- Young Adam, regia di David Mackenzie (2003)
- Hallam Foe, regia di David Mackenzie (2007)
- Outlaw King - Il re fuorilegge (Outlaw King), regia di David Mackenzie (2018)

#### Televisione
- Homemade – miniserie TV, puntata 9 (2020)